# Alexandru Iacovache
Alexandru Iacovache (n.? - d.?) a fost un politician și general român, fost ministru de război.
În Guvernul Mihail Kogălniceanu (11 octombrie 1863 - 26 ianuarie 1865), generalul Alexandru Iacovache a fost al treilea Ministru de Război, în perioada 11 octombrie 1863 - 12 aprilie 1864, fiind urmat de generalul Savel Manu.